# Université du Colorado à Colorado Springs
Pour les articles homonymes, voir UCCS.
L'université du Colorado à Colorado Springs (en anglais : University of Colorado Colorado Springs ou UCCS) est une université américaine située à Colorado Springs dans le Colorado.

## Étudiants notables
- Yusef Komunyakaa
- John Herrington
- Apolo Ono
- Max Aaron

## Galerie

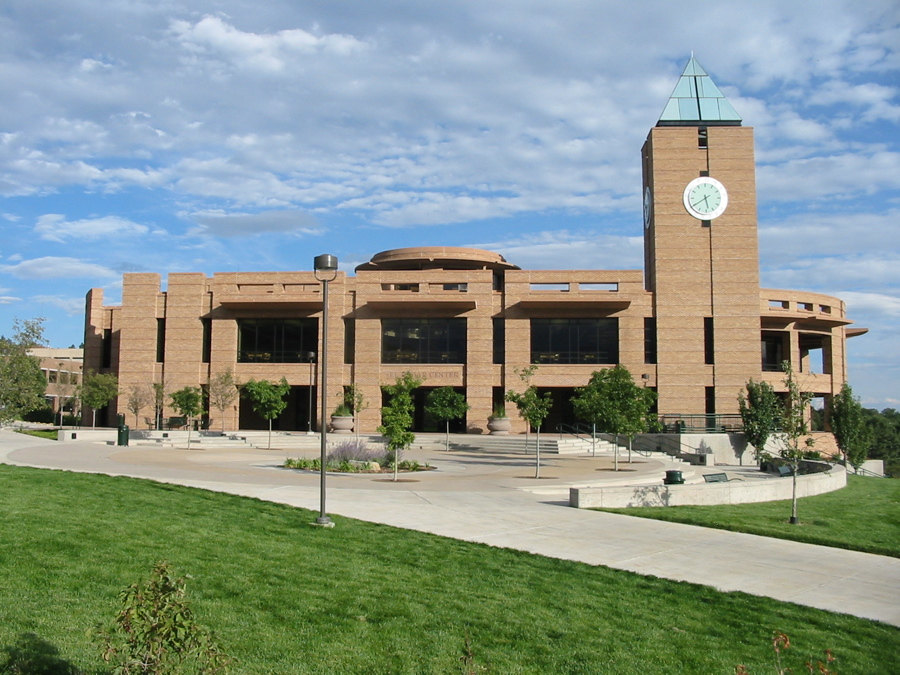
Bibliothèque Kraemer
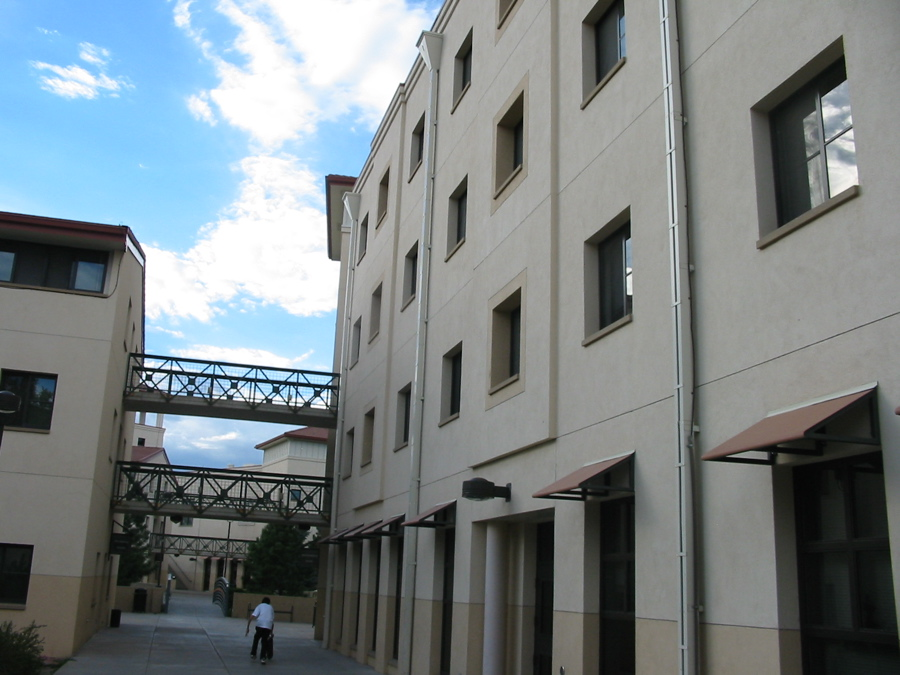
Summit Village

## Source
- (en) Cet article est partiellement ou en totalité issu de l’article de Wikipédia en anglais intitulé « University of Colorado Colorado Springs » (voir la liste des auteurs).